# Tawas City
Tawas City es una ciudad ubicada en el condado de Iosco en el estado estadounidense de Míchigan. Es sede del condado de Iosco. En el Censo de 2010 tenía una población de 1827 habitantes y una densidad poblacional de 329,32 personas por km².

## Geografía
Tawas City se encuentra ubicada en las coordenadas 44°16′2″N 83°31′23″O / 44.26722, -83.52306. Según la Oficina del Censo de los Estados Unidos, Tawas City tiene una superficie total de 5.55 km², de la cual 4.45 km² corresponden a tierra firme y (19.75%) 1.1 km² es agua.

## Demografía
Según el censo de 2010, había 1827 personas residiendo en Tawas City. La densidad de población era de 329,32 hab./km². De los 1827 habitantes, Tawas City estaba compuesto por el 96.93% blancos, el 0.71% eran afroamericanos, el 0.22% eran amerindios, el 0.93% eran asiáticos, el 0% eran isleños del Pacífico, el 0.38% eran de otras razas y el 0.82% pertenecían a dos o más razas. Del total de la población el 1.42% eran hispanos o latinos de cualquier raza.